# Jean-Paul Mendy
Jean-Paul Mendy (* 14. Dezember 1973 in Mantes-la-Jolie) ist ein ehemaliger französischer Boxer.

## Amateurkarriere
Der rund 1,80 m große Rechtsausleger boxte als Amateur ausschließlich im Mittelgewicht und wurde 1993, 1994, 1997, 1998 und 2000 Französischer Meister. Er gewann 1994 die Bronzemedaille beim Weltcup in Bangkok und die Goldmedaille beim Copenhagen Cup in Dänemark. 1996 erreichte er die Silbermedaille beim Strandja-Turnier in Bulgarien, nachdem er unter anderem durch einen Sieg gegen Mohamed Bahari ins Finale einzog und dort gegen Ariel Hernández unterlag. Die Europameisterschaften 1996 in Vejle, beendete er mit der Bronzemedaille. Durch Siege gegen Dejan Capetić aus Kroatien, Waleri Kusmintsew aus Bulgarien und Brian Magee aus Großbritannien war er ins Halbfinale eingezogen, wo er schließlich vom Deutschen Sven Ottke ausgepunktet wurde. Diesem unterlag er auch im bereits ersten Kampf bei den Olympischen Sommerspielen 1996 in Atlanta.
Im Juni 1997 erreichte er noch den zweiten Platz bei den Mittelmeerspielen in Bari, nachdem er im Finale gegen den italienischen Lokalmatador Raffaele Bergamasco unterlag. Im September gewann er die Spiele der Frankophonie in Antananarivo, wobei er Rival Cadeau von den Seychellen, Joseph Ranarison aus Madagaskar und Mourad Louhichi aus Tunesien besiegen konnte. Im Oktober folgte eine Bronzemedaille bei den Weltmeisterschaften von Budapest, nachdem er Stjepan Božić aus Kroatien und Mchitar Wanesian aus Armenien geschlagen hatte und im Halbfinale erneut gegen Ariel Hernández ausschied.
Eine weitere Bronzemedaille gewann er bei den Europameisterschaften 1998 in Minsk. Nach siegreichen Duellen gegen Ivan Ribać aus Serbien und Fırat Karagöllü aus der Türkei, schied er diesmal im Halbfinale gegen Zsolt Erdei aus Ungarn aus. Im August 1998 nahm er an den Goodwill Games in New York City teil und kämpfte sich gegen die Topfavoriten Randy Griffin (USA) und Dmitri Strelchinin (Russland) ins Finale vor, wo er erneut, wenn auch knapp, gegen Ariel Hernández mit 14:15 verlor.
Beim Golden Belt Turnier 1999 in Rumänien unterlag er gegen Gaidarbek Gaidarbekow und beim Multinationen-Turnier 2000 in England gegen Carl Froch.

## Profikarriere
Noch im Jahr 2000 wechselte er ins Profilager, gewann acht Kämpfe in Folge und sicherte sich am 26. Februar 2002 den Französischen Meistertitel im Supermittelgewicht durch einen Punktesieg gegen Rachid Kanfouah (Bilanz: 19 Siege – 1 Niederlage), der später für drei Europameisterschaftskämpfe gegen die Deutschen Danilo Häußler, Thomas Ulrich und Jürgen Brähmer bekannt wurde. 
Auch in seinen folgenden 14 Kämpfen blieb er unbesiegt, dabei schlug er unter anderem den WBC-Jugendweltmeister Sergei Karanewitsch (14-5), den Amateureuropameister von 1998 Frédéric Esther (14-1) und erneut Rachid Kanfouah, sowie die beiden Amerikaner Dallas Vargas (21-2) und Henry Buchanan (14-0). Daraufhin boxte er am 5. Januar 2007 in Mississippi um den WM-Gürtel der IBO gegen den ungeschlagenen Amerikaner Anthony Hanshaw (21-0). Nach einem harten Kampf wurde das Duell jedoch unentschieden gewertet, wodurch der WM-Titel vakant blieb.
Nach fünf folgenden Siegen, darunter dem Titelgewinn der Internationalen IBF-Meisterschaft gegen den Kanadier Jason Naugler (18-8), erhielt er einen WM-Titelausscheidungskampf gegen Sakio Bika (28-3). Bei diesem Duell am 31. Juli 2010 in Las Vegas, wurde Mendy bereits in der ersten Runde von einem Aufwärtshaken des Australiers ausgeknockt. Da Mendy sich jedoch durch einen vorherigen Treffer bereits in kniender Haltung befunden hatte, wurde das Nachschlagen von Bika als Foul gewertet und der Australier daraufhin disqualifiziert.
So erhielt Mendy am 9. Juli 2011 in Bukarest einen Titelkampf um den WM-Gürtel der IBF im Supermittelgewicht gegen Lucian Bute (28-0), verlor jedoch durch K. o. in der vierten Runde und beendete anschließend seine Karriere.